# Harald Güller

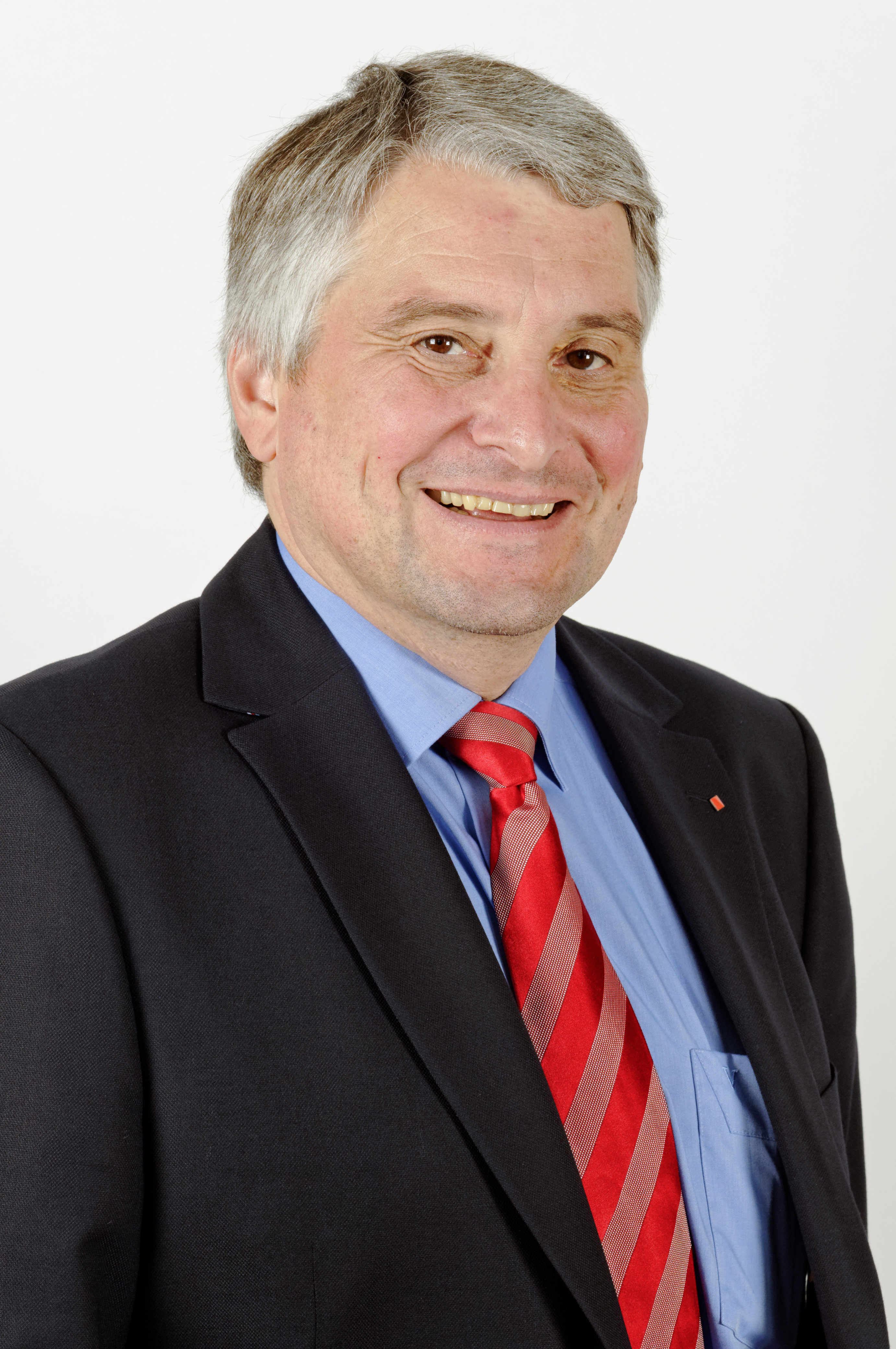
Harald Güller (2012)

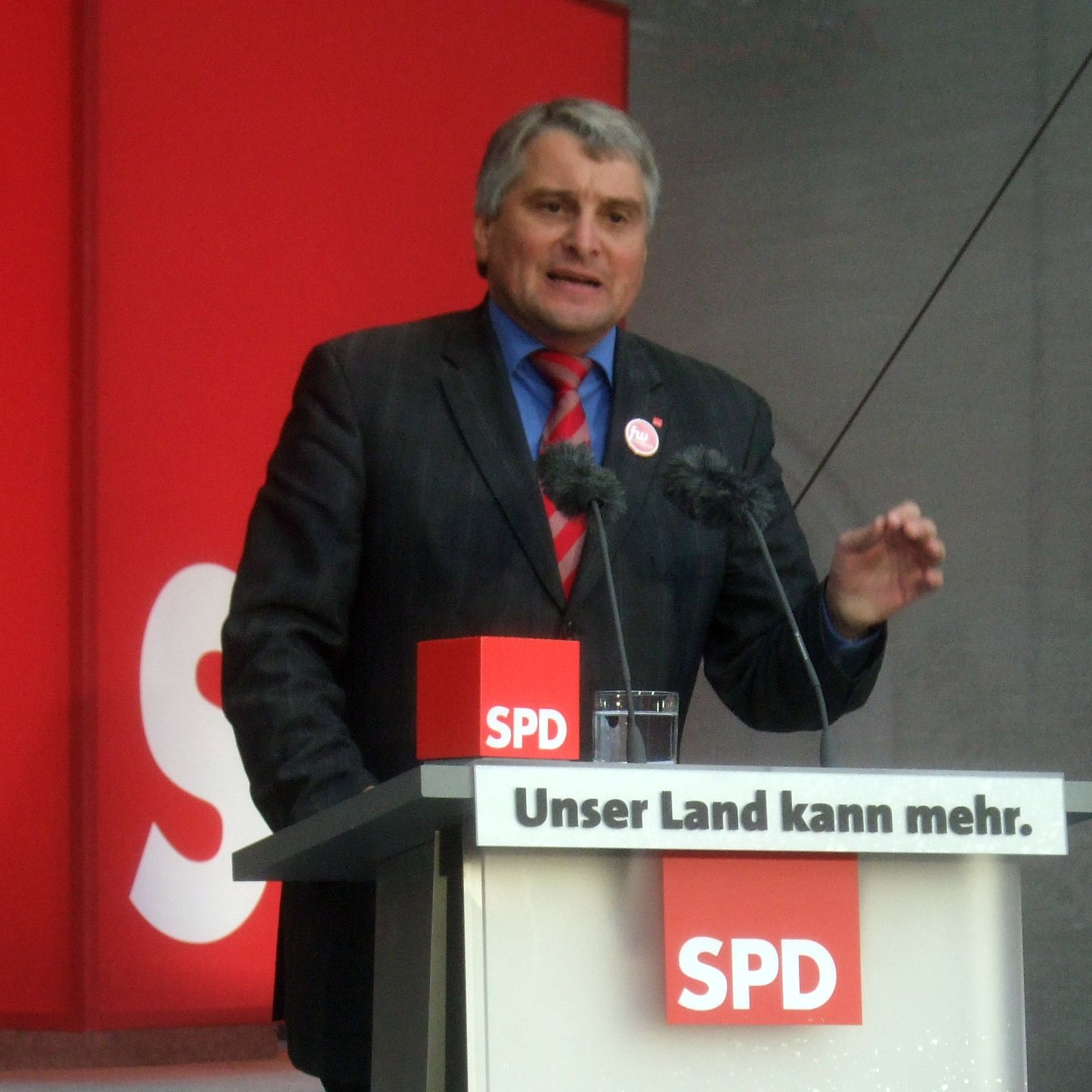
Harald Güller am 14. September 2009 in Augsburg

Harald Güller (* 22. Mai 1963 in Augsburg) ist ein deutscher Politiker (SPD) und Jurist. Von September 2008 bis Oktober 2023 war er Mitglied des Bayerischen Landtags, dem er bereits von 1994 bis 2003 angehört hatte. Er ist Kreisrat und Vorsitzender des BRK Augsburg-Land.

## Leben
Harald Güller ist der Sohn von Marianne und Hermann Güller. Sein Vater war langjähriger Vize-Präsident des Bayerischen Fußball-Verbandes (BFV) und Vorsitzender des BFV-Bezirks Schwaben. Er ist verheiratet mit Anne Güller-Frey, wohnt in Neusäß bei Augsburg und hat einen erwachsenen Stiefsohn.
Nach dem Abitur und dem anschließenden Zivildienst studierte er Rechtswissenschaft in Augsburg und München und schloss 1990 das Studium ab. Anschließend arbeitete er als juristischer Staatsbeamter im Umweltbereich bei der Regierung von Schwaben und dem Landratsamt Aichach-Friedberg.

## Politik
Harald Güller wurde 1979 SPD-Mitglied und war von 1995 bis 2013 schwäbischer Bezirksvorsitzender. Von 1996 bis 2005 gehörte er dem Stadtrat von Neusäß an, seit 1996 ist er Kreistagsmitglied im Landkreis Augsburg, von 2002 bis 2022 als Fraktionsvorsitzender.
Von 1994 bis 2003 und von 2008 bis 2023 war er Mitglied des Bayerischen Landtags. Im Bayerischen Landtag war er von 1994 bis 2001 Mitglied im Ausschuss für Verfassungs- und Rechtsfragen. Als erster Oppositionspolitiker in der Geschichte des Bayerischen Landtags leitete er einen Untersuchungsausschuss, den Untersuchungsausschuss „Schreiber“. Dieser prüfte von März 2001 bis Juli 2002 den Vorwurf unerlaubter Einflussnahme der Bayerischen Staatsregierung und der Generalstaatsanwaltschaft in Bayern auf strafrechtliche Ermittlungsverfahren u. a. gegen den Waffenlobbyisten Karlheinz Schreiber und den Politikersohn Max Strauß. Von 2001 bis zum September 2003 und von 2008 bis 2013 war Harald Güller Parlamentarischer Geschäftsführer der SPD-Landtagsfraktion.
Von 2004 bis 2008 arbeitete er als hauptamtlicher Geschäftsführer der SPD-Landtagsfraktion.
Er gehörte seit dessen Einsetzung Anfang 2010 dem Untersuchungsausschuss zur „Landesbankaffäre“ an und war dessen stellvertretender Vorsitzender. Im Ausschuss ging es um die politische Aufarbeitung des Milliardenverlustes der Bayerischen Landesbank beim Kauf der österreichischen Skandalbank Hypo Group Alpe Adria (HGAA) und die Verantwortung von Vorstand, Verwaltungsrat und CSU-Staatsregierung. Anfang 2011 legte der Ausschuss seinen Abschlussbericht vor.
Von 2013 bis 2023 war Harald Güller Mitglied des Ausschusses für Staatshaushalt und Finanzfragen im Bayerischen Landtag, Mai 2016 bis November 2018 als stellvertretender Vorsitzender des Ausschusses. Güller war von 2005 bis 2023 sportpolitischer Sprecher der SPD-Landtagsfraktion und gleichzeitig Mitglied des Landessportbeirates, in dem er von 2013 bis 2023 Vorsitzender des Finanzausschusses war.
Zur Landtagswahl 2023 trat Güller nicht mehr an.

## Verwandtenaffäre
Harald Güller musste 2013 im Zuge der Verwandtenaffäre einräumen, dass er ab 1997 mindestens zwei Jahre lang den damals 14-jährigen Sohn seiner Lebensgefährtin beschäftigt hat. Der schulpflichtige Minderjährige erhielt monatlich 610 Mark für „leichte Bürotätigkeiten“. „Solche Beschäftigungen“, sagte Güller gegenüber der Münchner Abendzeitung, „waren damals weitverbreitet und üblich, unsensibel waren sie sicher schon damals und aus heutiger Sicht falsch.“
Rechtlich belangt wurde Güller für den Tatbestand, dass er 2009 abermals diesen Stiefsohn anstellte. Aufgrund seines Einspruchs gegen einen Strafbefehl kam es zu einer Gerichtsverhandlung. Dort gab Güller an, dass er seinen Stiefsohn im Jahr 2009 für zwei Monate eingestellt und dafür mit ca. 7.400 Euro aus Steuermitteln bezahlt hatte. Er habe übersehen, dass durch seine Heirat sein Stiefsohn rechtlich zu einem Verwandten ersten Grades geworden war, was ein Beschäftigungsverbot aus Landtagszuschüssen bedeutet. Nach Prüfung durch das Landtagsamt zahlte Güller das Geld zurück. Am 28. Mai 2013 trat Güller von seinen Ämtern als Parlamentarischer Geschäftsführer der SPD-Landtagsfraktion und schwäbischer SPD-Bezirksvorsitzender zurück.
Im August 2014 wurde Güller vom Landgericht München I zu einer Strafe von 120 Tagessätzen à 150 Euro, insgesamt 18.000 Euro verurteilt. Das Landgericht reduzierte damit das Strafmaß aus der 1. Instanz, das 180 Tagessätze vorgesehen hatte. Einen direkten Betrugsvorsatz sah das Landgericht anders als die erste Instanz nicht.

## Gesellschaftliches Engagement
Ehrenamtliche Tätigkeit
- Vorstandsmitglied des Bayerischen Roten Kreuzes im Kreisverband Augsburg-Land[7] seit 2008, von 2003 bis 2021 ehrenamtlicher Justitiar, seit Juli 2021 Vorstandsvorsitzender[8]
- Ehrenamtlicher Aufsichtsrat bei „Augsburg Innovationspark GmbH“ von 2013 bis 2020
- Arbeiterwohlfahrt, Ortsvereinsvorstand Neusäß und Mitglied im Aufsichtsrat AWO Betriebsträger- und Projektentwicklungsgesellschaft Augsburg
- Seit Juni 2020 Verwaltungsrat bei "Augsburger Schwabenhallen Messe- und Veranstaltungsgesellschaft mbH
- Beisitzer im Auto Club Europa (ACE) Kreis Schwaben[9]

Mitgliedschaften
- Vereinigung der Verfolgten des Naziregimes – Bund der Antifaschistinnen und Antifaschisten (VVN-BdA) im Kreisverband Augsburg